# Jimmy Akin
Jimmy Akin – amerykański apologeta, autor kilku publikacji na temat wiary katolickiej, współpracownik pisma This Rock. Występuje w audycjach radiowych i telewizyjnych broniąc i wyjaśniając naukę Kościoła katolickiego.

## Publikacje
- The Salvation Controversy (Catholic Answers, 2001)
- Mass Confusion: The Do's and Don'ts of Catholic Worship (Catholic Answers, 1999)
- Mass Appeal: The ABCs of Worship (Catholic Answers, 2003)
- Cracking the Da Vinci Code booklet, 2004
- The Nightmare World of Jack Chick booklet, 2008
- The Fathers Know Best (Catholic Answers, 2010)